# Kowal (rodzaj)
Kowal (Pyrrhocoris) – rodzaj pluskwiaków z podrzędu różnoskrzydłych i rodziny kowalowatych.
Pluskwiaki średnich lub dużych rozmiarów, o krępym, owalnym w zarysie ciele. Wierzch ciała mają spłaszczony, zaś spód wypukły. Głowa ich zaopatrzona jest w dłuższy od policzków nadustek, stosunkowo długie, czteroczłonowe czułki, również czteroczłonową kłujkę i pozbawiona jest przyoczek. Kształt przedniej części głowy jest trójkątny. Trapezowate przedplecze ma na bocznych brzegach spłaszczone listewki. Zarys małej tarczki jest trójkątny. Półpokrywy mają silnie zesklerotyzowane przykrywki, z którymi u form krótkoskrzydłych zlewają się międzykrywki. Zakrywka ma w użyłkowaniu od dwóch do pięciu zamkniętych komórek, ale u form krótkoskrzydłych jest zredukowana. Uwstecznieniu uległy u nich ujścia gruczołów zapachowych. 
Owady głównie fitofagiczne. Żyją pojedynczo lub w koloniach.
Rodzaj palearktyczny, w kontynentalnej Europie, w tym w Polsce, reprezentowany przez dwa gatunki: kowala bezskrzydłego i ciemnoskrzydłego.
Takson ten wprowadzony został w 1814 roku przez Carla Fredrika Falléna. Obejmuje 6 opisanych gatunków:
- Pyrrhocoris apterus (Linnaeus, 1758) – kowal bezskrzydły
- Pyrrhocoris fuscopunctatus Stål, 1858
- Pyrrhocoris marginatus (Kolenati, 1845) – kowal ciemnoskrzydły
- Pyrrhocoris niger Reuter, 1888
- Pyrrhocoris sibiricus Kuschakewitsch, 1867
- Pyrrhocoris sinuaticollis Reuter, 1885
- Pyrrhocoris tibialis Stål